# Marcell Jankovics
Marcell Jankovics (ur. 21 października 1941 w Budapeszcie, zm. 29 maja 2021 tamże) – węgierski reżyser filmowy oraz animator.

## Wybrana filmografia
- 1964–1977: Gustaw
- 1974: Szczyt (Sisyphus)
- 1977: Walka
- 1977–2011: Węgierskie Bajki Ludowe

## Nagrody
- 2010: Prix Klingsor – Biennale Animacji Bratysława (BAB)[4]